# Eleanor Catton
Eleanor Catton (London, 24 de setembro de 1985) é uma escritora neozelandesa.
Nascida no Canadá, cresceu em Christchurch, para onde se mudou com sua família aos 6 anos de idade. Aos 28 anos, tornou-se a autora mais jovem a ganhar o Prêmio Man Booker, com seu segundo romance, The Luminaries (2013).

## Obras
- 2008 - O ensaio - no original The Rehearsal (Reagan Arthur Books)

Prêmio Betty Trask, Amazon.ca First Novel Award, NZSA Hubert Church Best First Book Award for Fiction
- 2013 - Os Luminares - no original The Luminaries (Granta)